# حشو
در دستور زبان حَشو یعنی افزون‌گویی و به کلمه یا عبارت زایدی گفته می‌شود که جمله از جهت معنی به آن نیازی ندارد و می‌تواند تعادل لفظ و معنی را در جمله به هم بزند و گاه می‌تواند باعث فساد معنی شود.
هرچند در مباحث درسی دورهٔ متوسطه ایران حشو به عنوان تکرار زائد معرفی شده‌است ولی از نگاه زبان‌شناسانه حشو دارای دسته‌بندی‌هایی است که از میان آن‌ها تنها حشو قبیح تکرار زاید است و از شیوایی و رسایی متن می‌کاهد. دو نوع دیگر حشو، حشوهای متوسط و ملیح هستند.

## حشو در لغت
حشو در لغت به معنایی «لایی» است که میان آستر و پارچه قرار می‌گیرد تا لباس را استوار نگهدارد.
به آنچه مانند پنبه و پشم و پر در میان بالش و لحاف و جامه پر می‌کنند نیز حشو گفته می‌شود. سعدی می‌گوید:
| قبا گر حریر است و گر پرنیان |  | به ناچار حشوش بود در میان |

این واژه با گسترش معنی به هر چیزی که آکنه است یعنی با آن درون چیزی را بیاکنند و پر کنند، و با گسترش بیشتر به درون هرچیزی گفته می‌شود. چنان‌که ناصر خسرو گفته‌است:
| گر بدین مال رغبت است تو را |  | کیسه ت از حشوها بدو پرداز |

معانی دیگر حشو عبارت است از: زاید، بی‌مصرف، بیهوده، شتران خرد و مردم فرومایه. معادل این واژه در فارسی آگنه، آکنه، آگنش و آکنش، جغبت، چغبت، جغپوت، چغبوت است.
همان گونه که سوزنی می‌گوید:
| شد زمستان و زجودت بنه‌ای می‌خواهم |  | ابره و آستر و آکنه‌ای می‌خواهم |

از آنجا که با حشو درون چیزی را پُر می‌کنند (و اساساً با هرچیز نامرغوبی می‌توان درون چیزی را پُر کرد) و معمولاً حشو را چیز ارزشمندی می‌پوشاند، بار معنایی آن منفی و اصولاً قبیح است. چنان‌که سعدی در بیت ذیل حشو را به معنی جامه کم بها آورده‌است:
| ور آوازه خواهی در اقلیم فاش |  | برون حلّه کن گو درون حشو باش |

تنها هنگامی که برای حشو قید ملیح و متوسط آورده شود، بار معنایی مثبت یا خنثی پیدا می‌کند؛ بنابراین اصل و اساس این است که حشو، قبیح است و اگر قبیح نبود حشو نامیده نمی‌شد.

## انواع حشو

### حشو ملیح
حشو ملیح، حشو لوزینج یا لوزینه، حشوی است که در آن نکته‌ای لطیف باشد، و بر زیبایی سخن بیفزاید، مانندِ عبارتِ «که از کار برده دست و دلم»، در این بیت از صائب تبریزی:
| به غیرِ عشق که از کار برده دست و دلم |  | نمی‌رود دل و دستم به هیچ کارِ دگر |

و فقط همین گونه از حشو را در شمارِ صنایعِ علم بدیع می‌توان آورد.

### حشوِ متوسّط
حشوی است که بر زیبایی سخن چیزی نیفزاید، امّا آوردنِ آن عیب محسوب نشود، مانندِ عبارتِ «ای سروِ گل‌اندام» در این بیت:
| با چنین شکل و شمایل که تو داری باشد |  | همه کس را به تو ای سروِ گل‌اندام طمع |

### حشوِ قبیح
حشوی است که به کلّی زاید باشد، و از زیبایی سخن بکاهد؛ بنابراین حشوِ قبیح از عیوبِ سخن به‌شمار می‌آید. مانندِ کلمهٔ «مُسَتَّر» در این بیت از کمالی:
| از بس که بارِ منّتِ تو برتنم نشست |  | در زیرِ منّتِ تو نهان و مُسَتَّرم |

که با وجودِ کلمهٔ «نهان»، ذکرِ «مستّر» زاید و خالی از فایده است.
نوعی از حشو قبیح آن است که دو واژهٔ هم‌معنی را در یک عبارت آورند، چنان‌که ذکرِ یکی زاید باشد، مانند «نهان» و «مُسَتَّر» در بیتِ مذکور.
نوع دیگر حشو قبیح آن است که دو واژه در کلام آید، که هم‌معنی نباشد، امّا معنی یکی از دیگری گرفته شود، مانند:
| گفتم هوسِ ساعدِ دستش نکنم |  | اکنون که به گردنم درآمد چه کنم |

در این بیت، از ذکرِ «ساعد»، مفهومِ «دست» فهمیده می‌شود، زیرا «ساعد» به «دست» اختصاص دارد، و در عضوی دیگر متصوّر نیست.
در اعتراض ممکن است مقاصد بسیاری، همچون تنزیه، دعا، تنبیه، تأکید، مطابقه و استعطاف، بیانِ سبب، و مدح منظور باشد.

#### انواع حشو قبیح
1. - دو کلمه معادل هم (از دو زبان)، که هر دو یک مفهوم دارند، در کنار هم بیاید؛ که به آن حشو ترادف و تطویل نیز گفته می‌شود این حشو زمانی رایج شد که واژگان عربی را در فارسی به کار بردند و نویسندگان در کنار کلمه‌های عربی برابر فارسی آن را هم برای توضیح قرار دادند. به تدریج علت این کار فراموش گردید و کلمه‌های مترادف بی نقش در فارسی رواج یافت.[۱۱] مانند: ابوی من، شب لیلة القدر، سؤال پرسیدن، فرشته ملک الموت.
2. - دو کلمه معادل هم (از یک زبان)، که هر دو یک مفهوم دارند، در کنار هم بیاید. مانند: پس بنابراین، فقط مختص، فریضه واجب.
3. - دو کلمه معادل هم (از یک یا دو زبان)، که هر دو یک مفهوم دارند، با فاصله در یک جمله بیاید. مانند: همچنین… نیز، چون… لذا، امروزه… معاصر.
4. - دو کلمه که از ذکر یکی معنی دیگری استفاده می‌شود، در کنار هم یا در یک جمله بیاید. مانند: تهویه هوا، مفید فایده، صعود به بالا، سنّ… سالگی، زلزله زمین. بیشترین و پوشیده‌ترین مصداقهای حشو قبیح از این نوع است.
5. - استعمال صفتی که بر موصوف چیزی نیفزاید و جزء لاینفک آن باشد. مانند: عسل شیرین، روغن چرب، رطب تازه، رطب شیرین. کمترین و روشنترین مصداقهای حشو قبیح از این نوع است.
6. - دستور های زبان رعایت نشوند و در نتیجه کلمات یا ترکیباتی در جمله آورده شود که به بخشی از ترکیبات یا یکی از کلمات نیازی نباشد. مانند: منزلگاه، اعلم تر، شهرک کوچک. چون این نوع از حشو در آثار بزرگان ادب فارسی آمده‌است، نمی‌توان آن را قبیح شمرد.[۴]

## نظریه حشو زائد
نظریه حشو زائد یکی از نظریه‌های فلسفهٔ زبان است. فلسفهٔ زبان از مهم‌ترین جریان‌های فلسفه تحلیلی است که عبارت است از این تفکر که معنا و محتوای الفاظ فلسفی با عمل زبانی تبیین می‌شوند و فیلسوف باید به استعمالات حقیقی واژه‌هایی که ملازم با مفاهیم فلسفی اند، توجه نماید.

## حشو در متون خبری
توضیح واضحات، یا همان حشو، منجر به مبهم شدن متون خبری می‌شود و خواننده را گمراه می‌کند. مانند این است که خودمان روی نوشته‌مان اشکال پدید آوریم.
ننویسیم: این فیزیکدان آلمانی، در طول حیات خود، علم فیزیک را دچار تحولی عمیق کرد.
بنویسیم: این فیزیکدان آلمانی علم فیزیک را متحول کرد.
ننویسیم:یک فروند هلی‌کوپتر متعلق به نیروی انتظامی
بنویسیم:یک بالگرد نیروی انتظامی
ننویسیم:تانکر حامل مواد سوختی
بنویسیم:تانکر سوخت
ننویسیم: رزمایش نظامی
بنویسیم: رزمایش 

## نمونه‌هایی از حشوهای پرکاربرد
سیر گردش کار
سنگ حجرالاسود 
سال عام الفیل
لگن خاصره
شب لیلةالقدر
فرشتهٔ ملک الموت
فینال آخر
بر علیه
استارت شروع
نیم رخ صورت
سوابق گذشته
حسن خوب
درخت نخل خرما
دستبند دست
ریسک خطرناک
مدخل ورودی
پس در این صورت
پارسال گذشته
مسلح به سلاح
بازنویسی دوباره
اوج قلهٔ کوه
سن … سالگی (مثل: سن پنج سالگی)
از قبل پیش‌بینی کردن
نزول به پایین
عروج به بالا
سقوط به پایین
شواهد مشهود 
علائم معلوم
ابر هوا
مرغک کوچک
عسل شیرین
تخم مرغ کبوتر
رایحهٔ بوی خوش
روغن چرب
مفید فایده
مثمر ثمر
روزنامه‌های روزانه
متحد شدن با هم
دوباره بازگشتن
احاطه از هر طرف
دیشب گذشته
فلذا